# Ла-Валет-дю-Вар (кантон)
Ла-Валет-дю-Вар (фр. La Valette-du-Var) — упразднённый кантон на юго-востоке Франции, в регионе Прованс — Альпы — Лазурный Берег (департамент — Вар, округ — Тулон).

## Состав кантона
Кантон был образован в 1973 году. До марта 2015 года включал в себя 2 коммуны, площадь кантона — 39,57 км², население — 24 447 человек (2010), плотность населения — 617,82 чел/км².
| Коммуна         | Французское название | Площадь, км² | Население, чел. (2012) | Плотность, чел/км² |
| --------------- | -------------------- | ------------ | ---------------------- | ------------------ |
| Ла-Валет-дю-Вар | La Valette-du-Var    | 15,5         | 21 155                 | 1365               |
| Ле-Ревест-лез-О | Le Revest-les-Eaux   | 24,07        | 3 616                  | 150                |

29 марта 2015 года кантон официально упразднён согласно директиве от 27 февраля 2014, а коммуны вошли в состав кантона Тулон-3.